# کوکو بی. ویر
کوکو بی. ویر (انگلیسی: Koko B. Ware؛ زادهٔ ۲۰ ژوئن ۱۹۵۸) کشتی‌گیر کشتی حرفه‌ای، و متخصص الهیات اهل ایالات متحده آمریکا است.
از فیلم‌ها یا برنامه‌های تلویزیونی که وی در آن نقش داشته است می‌توان به رسلمانیا ۳ اشاره کرد.
وی همچنین برندهٔ جوایزی همچون تالار شهرت دبلیودبلیوای شده است.